# Gemin de Rodes
Gemin de Rodes (llatí: Gĕmĭnus), o bé Gemí de Rodes (grec antic: Γεμῖνος, Gemīnos), fou un astrònom i matemàtic grec del segle i aC originari de l'illa de Rodes.

## Vida
No es coneix res de la seva vida. Hom l'anomena de Rodes perquè en els seus escrits demostra un bon coneixement de l'illa, però els autors antics que el citen no diuen el seu lloc de naixement i es refereixen a ell simplement com a Gemí, o bé l'anomenen Gemí el Matemàtic. Ni tan sols hi ha unanimitat en la seva datació: la major part d'autors el situen al segle i aC, però d'altres, com Otto Neugebauer, el daten al segle i dC. Si fos del segle i aC podria haver estat deixeble directe de Posidoni d'Apamea, del qui rebé forta influència.

## Obra
Només s'ha conservat un dels seus llibres:  Introducció als fenòmens (Εἰσαγωγὴ εἰς τὰ Φαινόμενα), normalment anomenat Isagoga. És un tractat d'astronomia en què explica de manera molt didàctica tots els coneixements de l'astronomia grega, llevat de la teoria planetària. Es basa fonamentalment en l'obra d'Hiparc de Nicea, però hi afegeix nombroses aportacions d'altres astrònoms grecs i de l'astronomia babilònica.
Per referències d'autors posteriors (sobretot de Procle) se sap que també va escriure un llibre sobre matemàtiques: Teoria de la matemàtica (Θέωρία τών µαθηµάτον), del qual es conserven considerables cites. El tractat era una mena d'enciclopèdia de matemàtiques, en la qual s'abordaven temes històrico-filodòfics.